# Asychis ramosus
Asychis ramosus är en ringmaskart som beskrevs av Levenstein 1961. Asychis ramosus ingår i släktet Asychis och familjen Maldanidae. Inga underarter finns listade i Catalogue of Life.